# Apotegma
Un apotegma (del grec apophthegma, a través del llatí) és una sentència breu i enginyosa, amb un contingut moral alliçonador.
El primer esment llatí d'aquest hel·lenisme apareix amb Ciceró: «coses plenes de gràcia i enginyoses com aquelles que va compilar el vell Cató les quals es diuen apotegmes».
Plutarc a Apophthegmata Laconica, presenta un recull d'apotegmes protagonitzats per ciutadans espartans, particularment reconeguts per llur enginy i laconisme. N'és un exemple el següent episodi, atribuït al rei Cleòmenes I d'Esparta: l'ambaixador de l'illa de Samos va presentar-se davant d'ell, per tal de convèncer-lo d'encetar una guerra contra el tirà Polícrates amb un discurs llarg i ensopidor. Quan va acabar, Cleòmenes va rebutjar la proposta amb les següents paraules: «El vostre discurs ha estat tan llarg, que del començament no me'n recordo; tan complicat, que la part del mig no l'he entesa, i tan soporífer, que la fi no l'he sentida perquè m'he adormit».